# Ігнатій Башнянський
Ігнатій Башнянський (ім'я при хрещенні Іван; 29 серпня 1786, Пониковиця Мала — 1842, Тригір'я) — український церковний діяч, ієромонах-василіянин, доктор філософії, педагог, архімандрит.

## Життєпис
Народився 29 серпня 1786 року в селі Пониковиця Мала Львівського округу Королівства Галичини і Володимирії (нині Пониковиця Золочівський район Львівської області) в сім'ї місцевого греко-католицького пароха о. Миколая Башнянського і його дружини Єви з дому Шаніцька. Початкову школу закінчив у Бродах, а гімназійні студії — у Збаражі.
У 1804 році вступив до Василіянського Чину на новіціат у Почаївський монастир. Після річного новіціату навчався в Любарі та Кременці, а від 1808 року — у Віленському університеті, де вивчав фізику і математику та склав кандидатський іспит. У 1811 році здобув ступінь магістра філософії, науковий ступінь доктора філософії здобув 17 серпня 1825 року на підставі праці «O cieplicu i jego fenomenach z dołączeniem uwag o skutkach elektro-chemicznych». Педагогічну діяльність о. Башнянський розпочав у 1812 році в Любарі як професор математики і фізики, а в 1817—1819 роках виконував також обов'язки префекта. З того періоду походить його «Mowa na obchodzenie rocznicy wstąpienia na tron Aleksandra I do uczniów szkół lubarskich». Працював професором фізики і префектом також у василіянських школах в Овручі, Каневі та Умані. Близько 1827 року став настоятелем василіянського монастиря і шкіл у Володимирі. За його стараннями були відновлені монастирські будівлі, знищені пожежею в 1833 році, за що генерал-губернатор Левашов відзначив його «похвальним листом».
У 1834 році митрополит Йосафат Булгак іменував о. Ігнатія Башнянського архімандритом. У період трагічної ліквідації Унійної церкви в Російській імперії проявив непохитний характер і глибоку прив'язанність до католицикої віри. Перед 1839 роком був інтернований в Тороканському монастирі, звідки вивезений як «упорствующий» до Курська на сповідника до новоутвореного монастиря, призначеного для ченців-василіян, які відмовилися перейти на православ'я. Після закриття цього дому в 1842 році відправлено його на Волинь і утримувано під наглядом в Любарі і Тригорах (нині Тригір'я), де того ж року він закінчив життя. В історії Василіянського Чину о. Ігнатій Башнянський заслужив собі ім'я lumen Ordinis (світло Чину).

## Публікації
- «Mowa pogrzeb. na uczczenie cnót ś. p. J. W. Tadeusza Czackiego Wizytatora trzech Gubernij, przez … prof. Szkoły Lubarskiej, naucz. fizyki, Filozofii magistra, 12. Lipca 1813 r.» (Кременець 1813)[5]
- «Mowa przy rozpoczęciu rocznych nauk w Szkole powiatowej Lubarskiej d. 8. Septemb. miana» (Бердичів 1817)[6]
- «Mowa na obchód rocznicy wstąpienia na tron Najj. Imp. Aleksandra I. do uczniów Szkoły powiat. Lubarskiej d. 12. Marca 1818 przez J. X…. prof. Szkoły, naucz. fiz.» (1818)[7]
- X. Jgnacy Baszniańśki Prefekt Szkoły Humańskiej. Z Humaniu dnia 7 marca // Kurjer Warszawski. — R.7. — nr 117. — 1 maja 1827. — S. 478 (подяка Олександрові Потоцькому полковникові російської армії за уфундування уманській василіянській школі друкарського пресу з літерами, площі під ботанічний город і дозволу брати рослини та насіння із Софіївки).